# 38 mini westerns (avec des fantômes)
 (mars 2023).
Si vous disposez d'ouvrages ou d'articles de référence ou si vous connaissez des sites web de qualité traitant du thème abordé ici, merci de compléter l'article en donnant les références utiles à sa vérifiabilité et en les liant à la section « Notes et références ».
38 mini westerns (avec des fantômes) est le premier livre et le premier recueil de nouvelles de Mathias Malzieu sorti le 14 mai 2003.
Ce recueil de nouvelles est composé de textes, pour certains d'une seule page (voire moins) et pour d'autres de plusieurs, inspirées par l'univers du groupe de musique français Dionysos, puisque l'on y retrouve des personnages et objets tels que Don Diego 2000 ou encore le Longboard, dont Mathias Malzieu fait partie.